# Basilique Saint-Géréon de Cologne
La basilique Saint-Géréon est un édifice religieux catholique de la ville de Cologne en Allemagne. Construite au XIIe siècle, elle est dédiée à saint Géréon dont elle possède les reliques.
Déclarée 'basilique mineure' car lieu de pèlerinage, l'église fait partie du groupe des douze basiliques romanes de la ville.
La première mention d'une église sur le site remonte à 612. La construction du sanctuaire sous sa forme actuelle date du XIIe siècle et fut terminée en 1227.
La basilique est construite sur un plan irrégulier, la nef est couverte par un dôme de 21 × 16,9 m. Il s'agit du dôme le plus grand d'Europe occidentale construit entre la basilique Sainte Sophie au VIe siècle et le dôme de Florence au XVe siècle.
Ernst Seifert (de) y construisit un orgue en 1898. Au XXe siècle, l'architecte Andreas Dilthey modifia son intérieur.